# ヘンリー・バトラー
ヘンリー・バトラー（Henry Butler, 1948年9月21日 - 2018年7月2日）は、プロフェッサー・ロングヘアやドクター・ジョンとともに、ニューオーリンズスタイルのピアニスト、シンガー、作曲家として知られた。超絶技巧を駆使し、ブルース、ロックンロール、ファンク、ラテン、クラシックと変幻自在な演奏を繰り広げ、パイントップ・パーキンス・アウォード（前のW.C.ハンディ・アウォード）に複数回ノミネートされるなど、ニューオーリンズ・ミュージック・シーンのみならず、ブルース・シーンを代表するピアニストとして評価された。ハリケーン・カトリーナ後は、ザ・ニューオリンズ・ソシアル・クラブの一員としても活動した。ニューエイジ・ピアニストとして知られるジョージ・ウィンストンは、「私はどんなバンドでも、ヘンリーがなるほどファンキーなのは聴いたことがない」と絶賛し、「私の見解では、彼はR&Bピアノを究極のレベルまで持ち上げた第一人者」であるとしている。